# Kroatië op de Olympische Zomerspelen 1996
Kroatië nam deel aan de Olympische Zomerspelen 1996 in Atlanta, Verenigde Staten. 

## Medailleoverzicht
| Sport     | Olympiër | Onderdeel | Medaille |
| --------- | --- | --------- | -------- |
| Handbal   | Patrik Ćavar Slavko Goluža Božidar Jović Nenad Kljaić Venio Losert Valter Matošević Alvaro Načinović Goran Perkovac Iztok Puc Zlatko Saračević Irfan Smajlagić Bruno Gudelj Zoran Mikulić Vladimir Jelčić Valner Franković Vladimir Šuste | mannen    | Goud     |
| Waterpolo | Maro Balić Damir Glavan Igor Hinić Vjekoslav Kobešćak Joško Kreković Ognjen Kržić Siniša Školneković Ratko Štritof Tino Vegar Renato Vrbičić Zdeslav Vrdoljak Perica Bukić Dubravko Šimenc                                                | mannen    | Zilver   |

## Resultaten en deelnemers per onderdeel

### Atletiek
| Olympiër        | Discipline       | Resultaat | Prestatie                                              |
| --------------- | ---------------- | --------- | ------------------------------------------------------ |
| Branko Zorko    | 1500m (m)        | 14e       | serie 3: 6de in 3.37,35 halve finale 1: 9de in 3.35,14 |
| Siniša Ergotić  | verspringen (m)  | DNF       | geen geldige poging                                    |
| Dragan Mustapić | discuswerpen (m) | 27e       | kwalificatie: 27ste met 57,94m                         |

### Basketbal
| Olympiër | Discipline | Resultaat | Prestatie |
| --- | ---------- | --------- | --- |
| Stojko Vranković Josip Vranković Žan Tabak Slaven Rimac Dino Rađa Velimir Perasović Damir Mulaomerović Veljko Mršić Davor Marcelić Toni Kukoč Arijan Komazec Vladan Alanović | mannen     | 7e        | groep A: 3de V van Litouwen: 81-83 W van China: 109-78 W van Angola: 71-48 W van Argentinië: 90-75 V van Verenigde Staten: 71-102 kwartfinale: V van Australië: 71-73 5-8ste plek: V van Brazilië: 70-78 7-8ste plek: W van China: 99-85 |

| Groep A |                  |             |             |             |        |        |        |        |
| #       | Land             | Wedstrijden | Wedstrijden | Wedstrijden | Punten | Punten | Punten | Punten |
| #       | Land             | G           | W           | V           | V      | T      | Saldo  | Punten |
| 1       | Verenigde Staten | 5           | 5           | 0           | 522    | 345    | +177   | 10     |
| 2       | Litouwen         | 5           | 3           | 2           | 427    | 354    | +73    | 8      |
| 3       | Kroatië          | 5           | 3           | 2           | 422    | 386    | +36    | 8      |
| 4       | China            | 5           | 2           | 3           | 360    | 502    | -142   | 7      |
| 5       | Argentinië       | 5           | 2           | 3           | 351    | 396    | -45    | 7      |
| 6       | Angola           | 5           | 0           | 5           | 280    | 379    | -199   | 5      |

| Ronde       | Datum   | Plaats     | Land   | Score            | Land |
| ----------- | ------- | ---------- | ------ | ---------------- | ---- |
| Groepsfase  |         |            |        |                  |      |
| 20 juli     | Atlanta | Litouwen   | 83-81  | Kroatië          |      |
| 22 juli     | Atlanta | Kroatië    | 109-78 | China            |      |
| 24 juli     | Atlanta | Kroatië    | 71-48  | Angola           |      |
| 26 juli     | Atlanta | Argentinië | 75-90  | Kroatië          |      |
| 28 juli     | Atlanta | Kroatië    | 71-102 | Verenigde Staten |      |
| Kwartfinale |         |            |        |                  |      |
| 30 juli     | Atlanta | Kroatië    | 71-73  | Australië        |      |
| 5-8ste plek |         |            |        |                  |      |
| 1 augustus  | Atlanta | Kroatië    | 70-78  | Brazilië         |      |
| 7-8ste plek |         |            |        |                  |      |
| 3 augustus  | Atlanta | China      | 85-99  | Kroatië          |      |

### Boksen
| Olympiër    | Discipline | Resultaat | Prestatie |
| ----------- | ---------- | --------- | --- |
| Stipe Drviš | -91kg (m)  | 5e        | 1ste ronde: W van GUY Douglas: scheidsrechterlijke beslissing 2de ronde: W van UZB Ibragimov: 10-9 kwartfinale: V van KOR Lee: 11-14 |

### Gymnastiek
| Olympiër         | Discipline               | Resultaat | Prestatie                              |
| Turnen           | Turnen                   | Turnen    | Turnen                                 |
| ---------------- | ------------------------ | --------- | -------------------------------------- |
| Aleksej Demjanov | individuele meerkamp (m) | 29e       | kwalificatie: 57ste met 108,572 punten |

### Handbal
| Olympiër | Discipline | Resultaat | Prestatie |
| --- | ---------- | --------- | --- |
| Patrik Ćavar Slavko Goluža Božidar Jović Nenad Kljaić Venio Losert Valter Matošević Alvaro Načinović Goran Perkovac Iztok Puc Zlatko Saračević Irfan Smajlagić Bruno Gudelj Zoran Mikulić Vladimir Jelčić Valner Franković Vladimir Šuste | mannen     | Goud      | groep A: 2de W van Zwitserland: 23-22 W van Koeweit: 31-22 W van Verenigde Staten: 35-27 W van Rusland: 25-24 V van Zweden: 18-27 halve finale: W van Frankrijk: 24-20 finale: W van Zweden: 27-26 |

| Groep A |                  |             |             |             |             |            |            |            |        |
| #       | Land             | Wedstrijden | Wedstrijden | Wedstrijden | Wedstrijden | Doelpunten | Doelpunten | Doelpunten | Punten |
| #       | Land             | G           | W           | G           | V           | V          | T          | Saldo      | Punten |
| 1       | Zweden           | 5           | 5           | 0           | 0           | 131        | 94         | +37        | 10     |
| 2       | Kroatië          | 5           | 4           | 0           | 1           | 132        | 122        | +10        | 8      |
| 3       | Rusland          | 5           | 3           | 0           | 2           | 137        | 106        | +31        | 6      |
| 4       | Zwitserland      | 5           | 2           | 0           | 3           | 126        | 115        | +11        | 4      |
| 3       | Verenigde Staten | 5           | 0           | 1           | 4           | 111        | 142        | -31        | 2      |
| 4       | Koeweit          | 5           | 0           | 0           | 5           | 100        | 158        | -58        | 0      |

| Ronde        | Datum   | Plaats    | Land  | Score            | Land |
| ------------ | ------- | --------- | ----- | ---------------- | ---- |
| Groepsfase   |         |           |       |                  |      |
| 24 juli      | Atlanta | Kroatië   | 23-22 | Zwitserland      |      |
| 25 juli      | Atlanta | Koeweit   | 22-31 | Kroatië          |      |
| 27 juli      | Atlanta | Kroatië   | 35-27 | Verenigde Staten |      |
| 29 juli      | Atlanta | Rusland   | 24-25 | Kroatië          |      |
| 31 juli      | Atlanta | Kroatië   | 18-27 | Zweden           |      |
| Halve finale |         |           |       |                  |      |
| 2 augustus   | Atlanta | Frankrijk | 20-24 | Kroatië          |      |
| Finale       |         |           |       |                  |      |
| 4 augustus   | Atlanta | Zweden    | 26-27 | Kroatië          |      |

### Kanovaren
| Olympiër                  | Discipline    | Resultaat | Prestatie                                                                              |
| Slalom                    | Slalom        | Slalom    | Slalom                                                                                 |
| ------------------------- | ------------- | --------- | -------------------------------------------------------------------------------------- |
| Danko Herceg              | C-1 (m)       | 29e       | voorronde: 28ste met 275,94 finale: 29ste met 275,94                                   |
| Andrej Glucks             | K-1 (m)       | 16e       | voorronde: 10de met 150,12 finale: 16de met 150,12                                     |
| Sprint                    |               |           |                                                                                        |
| Dražen Funtak             | C-1 500m (m)  | 16e       | serie 2: 6de in 2.00,076 halve finale 2: 5de in 1.58,570                               |
| Ivan Šabjan               | C-1 1000m (m) | 8e        | serie 2: 3de in 4.28,375 halve finale 1: 1ste in 4.13,901 finale: 8ste in 4.04,066     |
| Dražen Funtak Ivan Šabjan | C-2 500m (m)  | 12e       | serie 1: 4de in 1.47,235 herkansingen: 4de in 1.50,473 halve finale 2: 5de in 1.44,770 |
| Dražen Funtak Ivan Šabjan | C-2 1000m (m) | 11e       | serie 2: 3de in 4.02,831 halve finale 1: 4de in 3.48,677                               |

### Roeien
| Olympiër                                                  | Discipline      | Resultaat | Prestatie                                                                                                   |
| --------------------------------------------------------- | --------------- | --------- | --- |
| Marko Banović Ninoslav Saraga                             | twee-zonder (m) | 6e        | serie 2: 2de in 6.54,05 herkansingen: 1ste in 7.05,81 halve finale 1: 3de in 6.55,89 finale: 6de in 6.30,48 |
| Danijel Bajlo Hrvoje Telišman                             | dubbel-twee (m) | 12e       | serie 3: 3de in 6.55,0 herkansingen: 2de in 6.48,02 halve finale 2: 6de in 7.03,53 finale B: 6de in 6.26,84 |
| Igor Boraska Tihomir Franković Sead Marušić Siniša Skelin | vier-zonder (m) | 7e        | serie 2: 2de in 6.17,42 halve finale 1: 4de in 6.12,40 finale B: 1ste in 5.54,58                            |

### Schietsport
| Olympiër          | Discipline                 | Resultaat | Prestatie                                        |
| ----------------- | -------------------------- | --------- | ------------------------------------------------ |
| Roman Špirelja    | 25m snelvuurpistool (m)    | 16e       | kwalificatie: 16de met 582 punten (291-291)      |
| Roman Špirelja    | 10m luchtpistool (m)       | 43e       | kwalificatie: 43ste met 570 punten               |
|                   |                            |           |                                                  |
| Mladenka Maleniča | 10m luchtgeweer (m)        | 20e       | kwalificatie: 20ste met 390 punten               |
| Suzana Skoko      | 10m luchtgeweer (m)        | 25e       | kwalificatie: 25ste met 389 punten               |
| Mladenka Maleniča | 50m geweer 3 houdingen (m) | 28e       | kwalificatie: 28ste met 572 punten (196-190-186) |
| Suzana Skoko      | 50m geweer 3 houdingen (m) | 12e       | kwalificatie: 12de met 578 punten (192-194-192)  |
| Mirela Skoko      | 25m snelvuurpistool (v)    | 36e       | kwalificatie: 36ste met 561 punten (289-272)     |
| Mirela Skoko      | 10m luchtpistool (v)       | 10e       | kwalificatie: 10de met 381 punten                |

### Tafeltennis
| Olympiër                       | Discipline     | Resultaat | Prestatie |
| ------------------------------ | -------------- | --------- | --- |
| Zoran Primorac                 | enkelspel (m)  | 9e        | groep J: 1ste W van HUN Bátorfi: 2-1 W van AUT Schlager: 2-0 W van QAT Al-Hammadi: 2-0 2de ronde: V van BEL Saive: 0-3 (13-21, 16-21, 8-21) |
| Damir Atiković Zoran Primorac  | dubbelspel (m) | 9e        | groep A: 3de W van AUS Langley / Lavale: 2-1 V van CHN Lu/Wang: 0-2 V van AUT Ding / Qian: 0-2                                              |
|                                |                |           | |
| Tamara Boroš                   | enkelspel (v)  | 17e       | groep G: 3de V van GER Struse: 0-2 V van JPN Todo: 0-2 W van TUN Touati: 2-0                                                                |
| Eldijana Aganović Tamara Boroš | dubbelspel (v) | 9e        | groep H: 3de V van KOR Kyung-Ae/Moo-Kyo: 0-2 W van BRA Doti/Kosaka: 2-0 V van JPN Kaizu/Sato: 0-2                                           |

### Tennis
| Olympiër                      | Discipline     | Resultaat | Prestatie |
| ----------------------------- | -------------- | --------- | --- |
| Goran Ivanišević              | enkelspel (m)  | 33e       | 1ste ronde: V van RSA Ondruska: 2-6, 4-6 |
| Saša Hiršzon Goran Ivanišević | dubbelspel (m) | 5e        | 1ste ronde: W van POR Couto/Mota: 7-6, 7-6 2de ronde: W van BAH Knowles/Smith: 7-6, 6-3 kwartfinale: V van GER Goellner/Prinosil: 2-6, 3-6                                         |
|                               |                |           | |
| Iva Majoli                    | enkelspel (v)  | 5e        | 1ste ronde: W van AUS Bradtke: 3-6, 6-3, 6-4 2de ronde: W van ESP Ruano Pascual: 7-5, 6-3 3de ronde: W van SVK Habšudová: 6-4, 3-6, 6-4 kwartfinale: V van USA Davenport: 5-7, 3-6 |
| Iva Majoli Maja Murić         | dubbelspel (v) | 9e        | 1ste ronde: W van ITA Farina/Golarsa: 7-6, 4-6, 9-7 2de ronde: V van ESP Martinez/Vicario: 2-6, 1-6                                                                                |

### Waterpolo
| Olympiër | Discipline | Resultaat | Prestatie |
| --- | ---------- | --------- | --- |
| Maro Balić Damir Glavan Igor Hinić Vjekoslav Kobešćak Joško Kreković Ognjen Kržić Siniša Školneković Ratko Štritof Tino Vegar Renato Vrbičić Zdeslav Vrdoljak Perica Bukić Dubravko Šimenc | mannen     | Zilver    | groep B: 3de W van Griekenland: 8-5 W van Roemenië: 11-6 V van Italië: 8-10 W van Oekraïne: 16-8 V van Verenigde Staten: 8-10 kwartfinale: W van Joegoslavië: 8-6 halve finale: W van Italië: 7-6 finale: V van Spanje: 5-7 |

| Groep B |                  |             |             |             |             |        |        |        |        |
| #       | Land             | Wedstrijden | Wedstrijden | Wedstrijden | Wedstrijden | Punten | Punten | Punten | Punten |
| #       | Land             | G           | W           | G           | V           | V      | T      | Saldo  | Punten |
| 1       | Italië           | 5           | 5           | 0           | 0           | 48     | 38     | +10    | 10     |
| 2       | Verenigde Staten | 5           | 4           | 0           | 1           | 45     | 37     | +8     | 8      |
| 3       | Kroatië          | 5           | 3           | 0           | 2           | 51     | 39     | +12    | 6      |
| 4       | Griekenland      | 5           | 2           | 0           | 3           | 37     | 38     | -1     | 4      |
| 5       | Roemenië         | 5           | 1           | 0           | 4           | 31     | 45     | -14    | 1      |
| 6       | Oekraïne         | 5           | 1           | 0           | 4           | 32     | 48     | -15    | 1      |

| Ronde          | Datum   | Plaats           | Land | Score       | Land |
| -------------- | ------- | ---------------- | ---- | ----------- | ---- |
| Groepsfase     |         |                  |      |             |      |
| 20 juli        | Atlanta | Kroatië          | 8-5  | Griekenland |      |
| 21 juli        | Atlanta | Kroatië          | 11-6 | Roemenië    |      |
| 22 juli        | Atlanta | Italië           | 10-8 | Kroatië     |      |
| 23 juli        | Atlanta | Kroatië          | 16-8 | Oekraïne    |      |
| 24 juli        | Atlanta | Verenigde Staten | 10-8 | Kroatië     |      |
| Kwartfinale    |         |                  |      |             |      |
| 26 juli        | Atlanta | Joegoslavië      | 6-8  | Kroatië     |      |
| Halve finale   |         |                  |      |             |      |
| 27 juli        | Atlanta | Kroatië          | 7-6  | Italië      |      |
| Bronzen finale |         |                  |      |             |      |
| 28 juli        | Atlanta | Spanje           | 7-5  | Kroatië     |      |

### Worstelen
| Olympiër         | Discipline     | Resultaat      | Prestatie |
| Grieks-Romeins   | Grieks-Romeins | Grieks-Romeins | Grieks-Romeins |
| ---------------- | -------------- | -------------- | --- |
| Stipe Damjanović | -100kg (m)     | 10e            | 1ste ronde: W van MAR Basri: 6-0 2de ronde: V van SWE Ljungberg: 0-5 herkansingen: W van SUI Bürgler: 6-3 herkansingen 2: V van RUS Edisherashvili: 0-5 |

### Zeilen
| Olympiër                | Discipline | Resultaat | Prestatie                                    |
| ----------------------- | ---------- | --------- | -------------------------------------------- |
| Karlo Kuret             | finn (m)   | 19e       | 109 punten: (DSQ-11-2-19-12-23-24-18-9-15)   |
| Ivan Kuret Marko Mišura | 470 (m)    | 13e       | 116 punten: (3-15-15-21-11-12-31-22-9-14-16) |

### Zwemmen
| Olympiër                                                     | Discipline            | Resultaat | Prestatie                                                   |
| ------------------------------------------------------------ | --------------------- | --------- | ----------------------------------------------------------- |
| Marijan Kanjer                                               | 100m vrije slag (m)   | 41e       | serie 4: 6de in 51,76                                       |
| Miroslav Vučetić                                             | 200m vrije slag (m)   | 19e       | serie 3: 1ste in 1.51,26 (NR)                               |
| Miroslav Vučetić                                             | 400m vrije slag (m)   | 22e       | serie 2: 2de in 3.59,20                                     |
| Tomislav Karlo                                               | 100m rugslag (m)      | 36e       | serie 3: 4de in 57,89                                       |
| Marko Strahija                                               | 200m rugslag (m)      | 11e       | serie 3: 1ste in 2.01,95 (NR) finale B: 3de in 2.01,84 (NR) |
| Miloš Milošević                                              | 100m vlinderslag (m)  | 23e       | serie 5: 2de in 54,62                                       |
| Dominik Galić                                                | 200m vlinderslag (m)  | 22e       | serie 3: 1ste in 2.01,17 (NR)                               |
| Krešimir Čač                                                 | 200m wisselslag (m)   | 25e       | serie 2: 5de in 2.06,97                                     |
| Krešimir Čač                                                 | 400m wisselslag (m)   | 23e       | serie 2: 8ste in 4.34,02                                    |
| Miroslav Vučetić Miloš Milošević Alen Lončar Marijan Kanjer  | 4x100m vrije slag (m) | 14e       | serie 1: 4de in 3.26,02                                     |
| Gordan Kožulj Miroslav Vučetić Marijan Kanjer Marko Strahija | 4x200m vrije slag (m) | 13e       | serie 1: 5de in 7.43,69                                     |
| Tomislav Karlo Krešimir Čač Miloš Milošević Miroslav Vučetić | 4x100m wisselslag (m) | 16e       | serie 3: 6de in 3.50,09                                     |
|                                                              |                       |           |                                                             |
| Gabrijela Ujčić                                              | 50m vrije slag (v)    | 46e       | serie 4: 7de in 24,17                                       |
| Gabrijela Ujčić                                              | 100m vrije slag (v)   | 45e       | serie 4: 6de in 51,76                                       |
| Gabrijela Ujčić                                              | 100m vlinderslag (v)  | 23e       | serie 5: 2de in 54,62                                       |
| Tinka Dančević                                               | 200m vlinderslag (v)  | 31e       | serie 2: 8ste in 2.20,74                                    |

Afghanistan · Albanië · Algerije · Amerikaanse Maagdeneilanden · Amerikaans-Samoa · Andorra · Angola · Antigua‑Barbuda · Argentinië · Armenië · Aruba · Australië · Azerbeidzjan · Bahama's · Bahrein · Bangladesh · Barbados · België · Belize · Benin · Bermuda · Bhutan · Bolivia · Bosnië en Herzegovina · Botswana · Brazilië · Britse Maagdeneilanden · Brunei · Bulgarije · Burkina Faso · Burundi · Cambodja · Canada · Centraal-Afrikaanse Republiek · Chili · China · Chinees Taipei · Colombia · Comoren · Congo-Brazzaville · Cookeilanden · Costa Rica · Cuba · Cyprus · Denemarken · Djibouti · Dominica · Dominicaanse Republiek · Duitsland · Ecuador · Egypte · El Salvador · Equatoriaal-Guinea · Estland · Ethiopië · Fiji · Filipijnen · Finland · Frankrijk · Gabon · Gambia · Georgië · Ghana · Grenada · Griekenland · Groot-Brittannië · Guam · Guatemala · Guinee · Guinee-Bissau · Guyana · Haïti · Honduras · Hongarije · Hongkong · Ierland · IJsland · India · Indonesië · Irak · Iran · Israël · Italië · Ivoorkust · Jamaica · Japan · Jemen · Joegoslavië · Jordanië · Kaaimaneilanden · Kaapverdië · Kameroen · Kazachstan · Kenia · Kirgizië · Koeweit · Kroatië · Laos · Lesotho · Letland · Libanon · Liberia · Libië · Liechtenstein · Litouwen · Luxemburg ·  Macedonië · Madagaskar · Malawi · Malediven · Maleisië · Mali · Malta · Marokko · Mauritanië · Mauritius · Mexico · Moldavië · Monaco · Mongolië · Mozambique · Myanmar · Namibië · Nauru · Nederland · Nederlandse Antillen · Nepal · Nicaragua · Nieuw-Zeeland · Niger · Nigeria · Noord-Korea · Noorwegen · Oeganda · Oekraïne · Oezbekistan · Oman · Oostenrijk · Pakistan · Palestina · Panama · Papoea-Nieuw-Guinea · Paraguay · Peru · Polen · Portugal · Puerto Rico · Qatar · Roemenië · Rusland · Rwanda · Saint Kitts en Nevis · Saint Lucia · Saint Vincent en Grenadines · Salomonseilanden · Samoa · San Marino · Sao Tomé en Principe · Saoedi-Arabië · Senegal · Seychellen · Sierra Leone · Singapore · Slovenië · Slowakije · Soedan · Somalië · Spanje · Sri Lanka · Suriname · Swaziland · Syrië · Tadzjikistan · Tanzania · Thailand · Togo · Tonga · Trinidad en Tobago · Tsjaad · Tsjechië · Tunesië · Turkije · Turkmenistan · Uruguay · Vanuatu · Venezuela · Verenigde Arabische Emiraten · Verenigde Staten · Vietnam · Wit-Rusland · Zaïre · Zambia · Zimbabwe · Zuid-Afrika · Zuid-Korea · Zweden · Zwitserland